# 清瀧千晴
清瀧 千晴（きよたき ちはる、1986年8月5日- ）は、群馬県館林市出身のバレエダンサーである。
橘バレヱ学校を経て、牧阿佐美バレヱ団に所属。

## 略歴
3歳のとき、兄の習っていた教室に行き、バレエを始める。後に橘バレヱ学校に進み、AMステューデンツ第23期生や日本ジュニアバレエに選抜される。橘バレヱ学校では、小嶋直也の指導を受けた。
2003年、群馬県立館林高等学校2年在学中に、全国バレエコンクール高校生の部で第3位、チャコットスカラシップ賞を受賞し、ボリショイバレエ学校へ奨学生として1年間留学した。2005年、東京新聞主催第62回全国舞踊コンクール バレエジュニア部門第2位、2007年、第64回全国舞踊コンクール バレエ第1部で第1位。文部科学大臣賞受賞。この年、橘バレヱ学校を卒業してプロデビューを果たした。
2008年、文化庁派遣研修員に選ばれて、同年9月から1年間ボリショイ・バレエ団で研鑽を積み、2009年秋に帰国した。同年12月の牧バレヱ団公演『くるみ割り人形』では、初の主役を務めた。 

## 主な受賞歴
- 2003年 第6回NBA全国舞踊コンクール高校生の部第3位、チャコットスカラシップ賞。
- 2005年 第62回全国舞踊コンクール バレエジュニア部門第2位。
- 2007年 第64回全国舞踊コンクール バレエ第1部第1位。文部科学大臣賞。